# Komet LINEAR 10
Komet LINEAR 10 ali 165P/LINEAR je periodični komet z obhodno dobo okoli 76,5 let.

 Komet pripada Hironovemu tipu kometov .

## Odkritje
Komet je bil odkrit 29. januarja 2000 v okviru projekta LINEAR.